# Kommunalwahlen in Hessen 1956
Die Kommunalwahlen in Hessen 1956 fanden am 28. Oktober 1956 statt und waren die vierten demokratischen Wahlen nach dem Ende der NS-Diktatur.

## Ausgangslage
Nach der Landtagswahl in Hessen 1954 hatte die SPD Hessen die (wahlrechtsbedingte) absolute Mehrheit im Landtag eingebüßt. Ministerpräsident Georg August Zinn (SPD) regierte nun mit dem neuen Koalitionspartner GB/BHE. Die CDU Hessen hatte sich links im politischen Spektrum positioniert und 1950 eine dramatische Niederlage erlitten. Zur Mitte der Wahlperiode löste Wilhelm Fay seinen glücklosen Vorgänger Werner Hilpert als CDU-Vorsitzenden ab und beendete den Linkskurs seiner Landespartei. Mit dem CDU-Fraktionsvorsitzenden Erich Großkopf verfügte die CDU über eine Doppelspitze. Bei der Landtagswahl hatte die CDU von niedrigem Niveau aus einen Zuwachs von 5,3 % erreicht. Die FDP war von einem Rekordergebnis ausgehend um 11,3 % eingebrochen. Nachdem die FDP Anfang 1956 die Koalition mit der CDU in Nordrhein-Westfalen verlassen und mit SPD und Zentrum eine neue Landesregierung gebildet hatte, traten insgesamt 16 Bundestagsabgeordnete, darunter die vier Bundesminister, aus der FDP aus und gründeten die kurzlebige Freie Volkspartei, die dann bis zum Ende der Legislaturperiode anstelle der FDP an der Bundesregierung beteiligt war. Die FDP ging damit auf Bundesebene erstmals in die Opposition.

## Rechtsgrundlagen
Rechtsgrundlage war das hessische Gemeinde- und Kreiswahlgesetz vom 25. Februar 1952. Es war die erste Wahl in Hessen, die aufgrund des gleichen Wahlrechts durchgeführt wurde, wie die vorherige Wahl.

## Gemeindewahlen
Es wurden 2584 Gemeindevertretungen mit 23.390 Gemeindevertretern gewählt. 112 Gemeinden hatten weniger als 100 Einwohner. Dort erfolgten keine Wahlen, die Gemeindeversammlung trat dort an die Stelle der Gemeindevertretung.
Die Wahlbeteiligung bei den Gemeindewahlen betrug 78 % und damit etwas mehr als 1952 (76,8). Sie lag in kreisfreien Städten mit 71,2 % unter der in kreisangehörigen Gemeinden mit 81,5 %.
Bei den Wahlen zu den Gemeinderäten wurden die unabhängigen Wählergruppen mit 33,2 % zweitstärkste Partei nach der SPD mit 38,9 %. Die Wahlergebnisse der großen Parteien werden in der folgenden Tabelle unterzeichnet, da unter Sonstige auch Listenverbindungen der großen Parteien mit lokalen Wählergruppen geführt werden.
| Partei   | Stimmen | Ergebnis in % | Stimmen 1952 | Ergebnis in % 1952 |
| -------- | ------- | ------------- | ------------ | ------------------ |
| SPD      | 909.789 | 38,9 %        | 697.858      | 31,6 %             |
| CDU      | 371.157 | 15,9 %        | 284.230      | 12,9 %             |
| FDP      | 127.848 | 5,5 %         | 186.271      | 8,4 %              |
| BHE      | 106.616 | 4,6 %         | 121.559      | 5,5 %              |
| DP       | 11.287  | 0,5 %         | 45.091       | 2,0 %              |
| Sonstige | 775.104 | 33,2 %        | 871.557      | 39, 6 %            |

## Kreiswahlen
Es wurden 39 Kreistage mit 1294 Kreistagsmitgliedern gewählt.
Die Wahlbeteiligung bei den Gemeindewahlen betrug 81,5 % und damit etwas weniger als 1952 (82,5).
Die SPD wurde in 34 von 39 Landkreisen stärkste Kraft und erreichte in 14 Landkreisen die absolute Mehrheit.
| Partei   | Stimmen | Ergebnis in % | Stimmen 1952 | Ergebnis in % 1952 |
| -------- | ------- | ------------- | ------------ | ------------------ |
| SPD      | 747.687 | 46,3 %        | 603.641      | 37,7 %             |
| CDU      | 324.553 | 20,1 %        | 276.128      | 17,3 %             |
| FDP      | 122.061 | 7,5 %         | 207.8981     | 13,0 %             |
| GB/BHE   | 159.429 | 9,9 %         | 167.922      | 10,5 %             |
| FVP      | 5882    | 0,4 %         | ./.          | ./.                |
| DP       | 13.026  | 0,8 %         | 18.794       | 1,2 %              |
| Sonstige | 243.137 | 15,0 %        | 324.772      | 20,3 %             |

Für die Ergebnisse in ausgewählten hessischen Städten siehe:
- Darmstadt
- Frankfurt am Main
- Fulda
- Kassel
- Offenbach am Main
- Wiesbaden